# Carlo Moreno
Carlo Moreno, pseudonimo di Armando Simonini (Bologna, 15 ottobre 1907 – Bologna, 12 febbraio 1962), è stato un cantante e compositore italiano.

## Biografia
Figlio di Adelmo Simonini, panettiere, e di Adalgisa, dopo la prima guerra mondiale emigrò in Argentina, dove svolse vari lavori per poi ritornare in Italia e intraprendere la carriera di cantante; in questo periodo si sposò con Zora Malmusi ed ebbe due figlie, Dina e Ermellina, soprannominata Lola; per un certo periodo negli anni '50 Dina intraprese anch'essa l'attività di cantante.
Mentre si esibiva nella Sala del Caffè Centrale di Bologna venne notato casualmente dal maestro Eduardo Blanco, in tournée in Europa e che si trovavaa Bologna per un cambio di treno, che lo ingaggiò come cantante solista nella sua orchestra, e poiché il vecchio cantante che aveva abbandonato l'orchestra si chiamava Carlos Moreno, il suo nome d'arte diventò Carlo Moreno (richiamando il nome del vecchio cantante).
Con l'orchestra Blanco visse per anni in Argentina e si esibì in tutto il Sudamerica, inviando i soldi in Italia alla famiglia, fino al ritorno nel 1936.
In Italia ottenne un contratto discografico con la Parlophon ed ebbe il periodo di maggior successo dal 1938 al 1946.
Si esibì con varie orchestre e diventando uno degli idoli dell'Eiar nonché uno dei più noti interpreti del tango americano; nel Sud e Nord America, dove rimase alcuni anni, lo chiamavano Born to Sing ("nato per cantare").
Autore di canzoni notissime quali Luna marinara che ebbe un notevole successo negli anni precedenti la seconda guerra mondiale, Luna curiosa, Vicino a te e Malinconia di stelle, fu l'interprete preferito di Eduardo Bianco, il "padre del tango", nella cui compagnia rimase a lungo. Ha anche partecipato come solista alle esecuzioni delle orchestre dello stesso Bianco e di Xavier Cugat..
Nel 1939 incise con il Trio Lescano Signorina grandi firme, ispirata alle "Signorine grandi firme" disegnate da Gino Boccasile per la rivista Le Grandi Firme, fondata da Pitigrilli, ridicolizzando la donna rappresentata in questo modo e la moda ad essa legata.
Dal 1946 al 1955 ritornò a lavorare prevalentemente in Sudamerica; negli anni '50 fu uno dei cantanti della trasmissione radiofonica Il motivo in maschera e nel 1956 inaugurò con una sua esibizione il Teatro dell'Antoniano di Bologna.
Per problemi di salute si ritirò ed aprì un locale, l'Harlekin, al Lido di Jesolo, che gestì con la figlia Dina.
Morì prematuramente la sera del 12 febbraio 1962 nella sua Bologna, in cui è sepolto al Cimitero monumentale della Certosa di Bologna.

## Discografia parziale

### 78 giri
- 1938 - L'ultima ronda/Jo No Se Porquè Te Quiero (Parlophon, GP 92435)
- 1938 - Campagnola/Senza chitarra (Parlophon, GP 92472)
- 1938 - Cocktail d'amore/Terra dei sogni (Parlophon, GP 92492)
- 1938 - Graziella/Paradiso d'Haway (Parlophon, GP 92500)
- 1938 - In un sussurro/Non piangerò' (Parlophon, GP 92501)
- 1938 - Dammi una prova d'amore/Tango di primavera (Parlophon, GP 92538)
- 1938 - Canzone al vento/Settembre ti dirà (Parlophon, GP 92608)
- 1938 - A Mi Muchacha/Quiero Olvidar (Dimenticar) (Parlophon, GP 92650)
- 1938 - Chitarratella/Per uomini soli (Parlophon, GP 92675)
- 1938 - Passione/Serenata a Maria (Parlophon, GP 92701)
- 1939 - Ho comprato un cagnolino/Sotto un cielo di stelle (Parlophon, GP 92863)
- 1939 - Ritornerò signora/Katia (Parlophon, GP 93008)
- 1939 - Signorina grandi firme/Ricordi ancor le mie parole (Cetra, IT 553; con Trio Lescano)
- 1941 - A mezzogiorno/Luna marinara (Cetra, IT 919)
- 1942 - Rosellina/Fontana santa (Cetra, IT 1052)
- 1943 - Bruna/Sole d'ottobre (Cetra, DC 4218)
- 1943 - Rosalucia/Tu scrivesti (Cetra, DC 4255)
- 1945 - Dove sta Zazà/ Lassù con te (Fonit, 12180)